# Diocesi di Bararo
La diocesi di Bararo (in latino Dioecesis Baratiana) è una sede soppressa e sede titolare della Chiesa cattolica.

## Storia
Bararo, identificabile con Henchir-Ronga, Rougga nell'odierna Tunisia, è un'antica sede episcopale della provincia romana di Bizacena.
È noto un solo vescovo, Julianus Vararitanus, che partecipò a Cartagine alla riunione dei vescovi africani indetta dal re vandalo Unerico nel 484. Nel sito archeologico, oltre all'anfiteatro, a una porta monumentale, alla necropoli e ad alcune cisterne, è stata identificata anche una basilica a cinque navate.
Dal XX secolo Bararo è annoverata tra le sedi vescovili titolari della Chiesa cattolica; dal 12 settembre 2024 il vescovo titolare è Pedro Ernesto Fournau, vescovo ausiliare di Bahía Blanca.

## Cronotassi

### Vescovi residenti
- Giuliano † (menzionato nel 484)

### Vescovi titolari
- Johannes Baptist Filzer † (18 febbraio 1927 - 13 luglio 1962 deceduto)
- Bernardo José Bueno Miele † (22 novembre 1962 - 25 gennaio 1967 nominato arcivescovo coadiutore di Ribeirão Preto)
- Damián Nicolau Roig, T.O.R. † (8 aprile 1967 - 25 novembre 1977 dimesso)
- Savarinathan Michael Augustine † (30 gennaio 1978 - 19 giugno 1981 nominato vescovo di Vellore)
- Nelson Antonio Martínez Rust (8 gennaio 1982 - 29 febbraio 1992 nominato vescovo di San Felipe)
- Zef Simoni † (25 dicembre 1992 - 21 febbraio 2009 deceduto)
- Luis Rafael Zarama Pasqualetto (27 luglio 2009 - 5 luglio 2017 nominato vescovo di Raleigh)
- Faustino Burgos Brisman, C.M. (22 luglio 2017 - 17 agosto 2024 nominato vescovo di Baní)
- Pedro Ernesto Fournau, dal 12 settembre 2024